# 天主教芝加哥总教区
天主教芝加哥總教區（拉丁語：Archidiocesis Chicagiensis）是美國一個羅馬天主教教省總教區，也是該國三十二個總教區之一。
總教區範圍包括伊利諾伊州庫克縣和萊克縣，並轄五個教區。2009年有教友2,364,000人、359個堂區和1,698名司鐸。現任總主教為布萊斯·J·卡皮奇樞機，輔理主教為若望·R·曼茲、若瑟·N·佩里、安德肋·P·維佩赫、馬爾谷·巴爾托齊克和羅勃·凱西，榮休輔理主教為若望·R·戈爾曼、雷蒙·E·戈德爾特、方濟各·J·凱恩和喬治·J·拉薩斯。
教區於1843年11月28日設立，1880年9月10日升為總教區。